# Odontocera solangeae
Odontocera solangeae là một loài bọ cánh cứng trong họ Cerambycidae.